# Grönärtsmjöl
Grönärtsmjöl är ett finmalet mjöl gjort på ärtväxten/baljväxten gröna ärtor. Grönärtsmjöl har ett högre näringsvärde än vetemjöl och är en vanlig ingrediens för dem som vill äta nyttigt. Grönärtsmjöl är fritt från gluten och kan användas i matlagning, bakning, i såser och redningar. Mjölet ger maten en lätt grön färg. För lyckad bakning med grönärtsmjöl bör man tillsätta  guarkärnmjöl, det gör degen klistrig på samma som gluten gör i vetemjöl. 